# William Bon Mardion
William Bon Mardion est un skieur alpiniste français né le 4 octobre 1983.

## Championnats du monde de ski-alpinisme
| Épreuve / Édition              | Sprint                           | Individuel | Vertical Race | Longue Distance                  | Par équipe | Relais | Combiné                          |
| Mondiaux 2008 Portes du Soleil | Épreuve inexistante à cette date | -          | -             | -                                | 4e         | -      | -                                |
| Mondiaux 2010 Grandvalira      | Épreuve inexistante à cette date | 8e         | 16e           | Épreuve inexistante à cette date | 4e         | Bronze | 9e                               |
| Mondiaux 2011 Claut            | -                                | Argent     | Bronze        | Épreuve inexistante à cette date | Bronze     | Bronze | ?                                |
| Mondiaux 2013 Pelvoux          | -                                | Or         | 7e            | Épreuve inexistante à cette date | Or         | Bronze |                                  |
| Mondiaux 2025 Morgins          | -                                | 5e         | -             | Épreuve inexistante à cette date | Or         | -      | Épreuve inexistante à cette date |

Légende :
- : première place, médaille d'or
- : deuxième place, médaille d'argent
- : troisième place, médaille de bronze
- — : n'a pas participé à cette épreuve